# Toduces
Els toduces, duces o toducons (llatí: Toducae, Ducae o Toducones; grec antic: Τοδούκαι, Δούκαι o Τοδούκωνες) foren un poble númida de la província romana de la Mauritània Cesariense el qual habitava a la riba esquerra del riu Ampsaga.